# フィジー共和国軍
フィジー共和国軍（フィジーきょうわこくぐん、英語: Republic of Fiji Military Forces、RFMF）は、フィジーの国軍。

## 歴史

### 政治介入
フィジー軍はこれまで政治介入を数回行ってきた。
1987年には2度軍事クーデターを起こし、2000年には軍がジョージ・スペイトの騒乱を鎮圧するために反クーデターを組織した。2000年以来、軍はガラセ政権と時々緊張関係にあり、クーデターの被害者に補償し、加害者に恩赦を与える権限を持つ委員会を設立する政府の計画に強く反対した。軍は他の反対意見の中でも、 2000年の騒乱で反乱を起こした兵士が恩赦を受けると、軍の誠実さと規律が損なわれると主張した。
2005年8月4日、野党党首マヘンドラ・チャウドリーは、現在軍人の1%未満しかいないインド系フィジー人の増員を呼び掛けた。
2006年12月5日、フィジー軍は3度目のクーデターを起こした。2008年2月7日、RFMF司令官でクーデター後の暫定首相であるフランク・バイニマラマは、「ガラセは軍の役割を理解しておらず、国民に誤った情報を与えている。フィジーの国家安全保障と領土保全を損なう可能性のある慣行や政策があれば、RFMFは憲法の下で介入するあらゆる権利を有する」と述べた。

### 海外派遣
フィジーは国際連合イラク支援ミッションに軍の部隊を派遣した。オーストラリアは部隊を輸送することに同意した。
2020年、フィジーはオーストラリアの山火事の消火活動を支援するため54人を派遣した。

## 組織

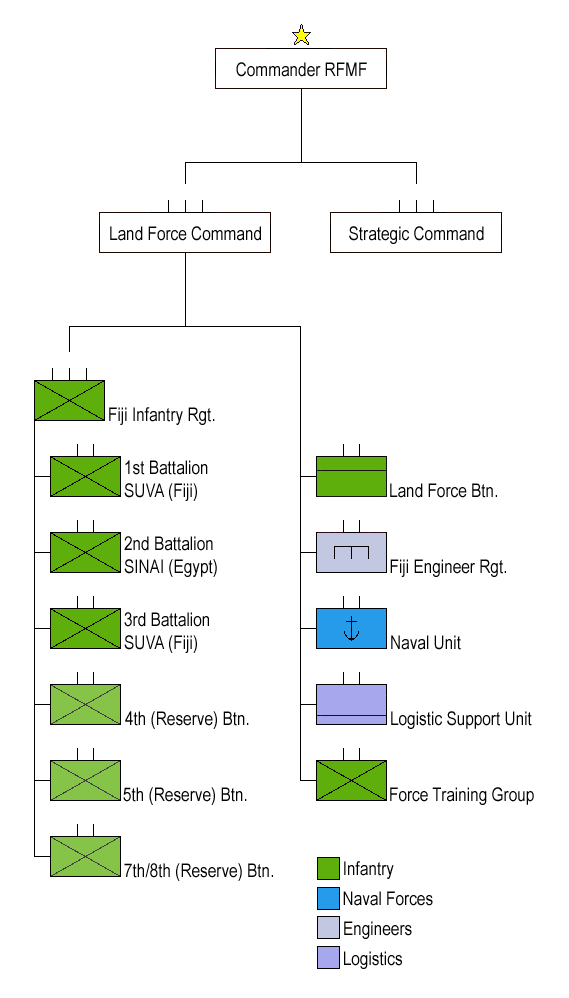
フィジー軍の構造

最高司令官はフィジー大統領、軍の作戦指揮、維持はRFMF司令官が行う。
- RFMF司令官（英語版） - ジョーン・カロウニワイ（英語版）少将
  - 戦略司令部
  - 陸軍司令部
    - フィジー歩兵連隊[注釈 1]
      - 第1大隊
      - 第2大隊
      - 第3大隊
      - 第4大隊
      - 第5大隊
      - 第7/8大隊

    - Land Force Btn
    - フィジー工兵連隊
    - 海軍部隊
    - 後方支援部隊
    - フォース・トレーニング・グループ

## フィジー歩兵連隊
フィジー歩兵連隊 (英語: Fiji Infantry Regiment) は、フィジー共和国軍の主力陸上部隊。第1〜3大隊は正規部隊、第4〜7/8大隊は領土部隊として編成されている。

### 歴史

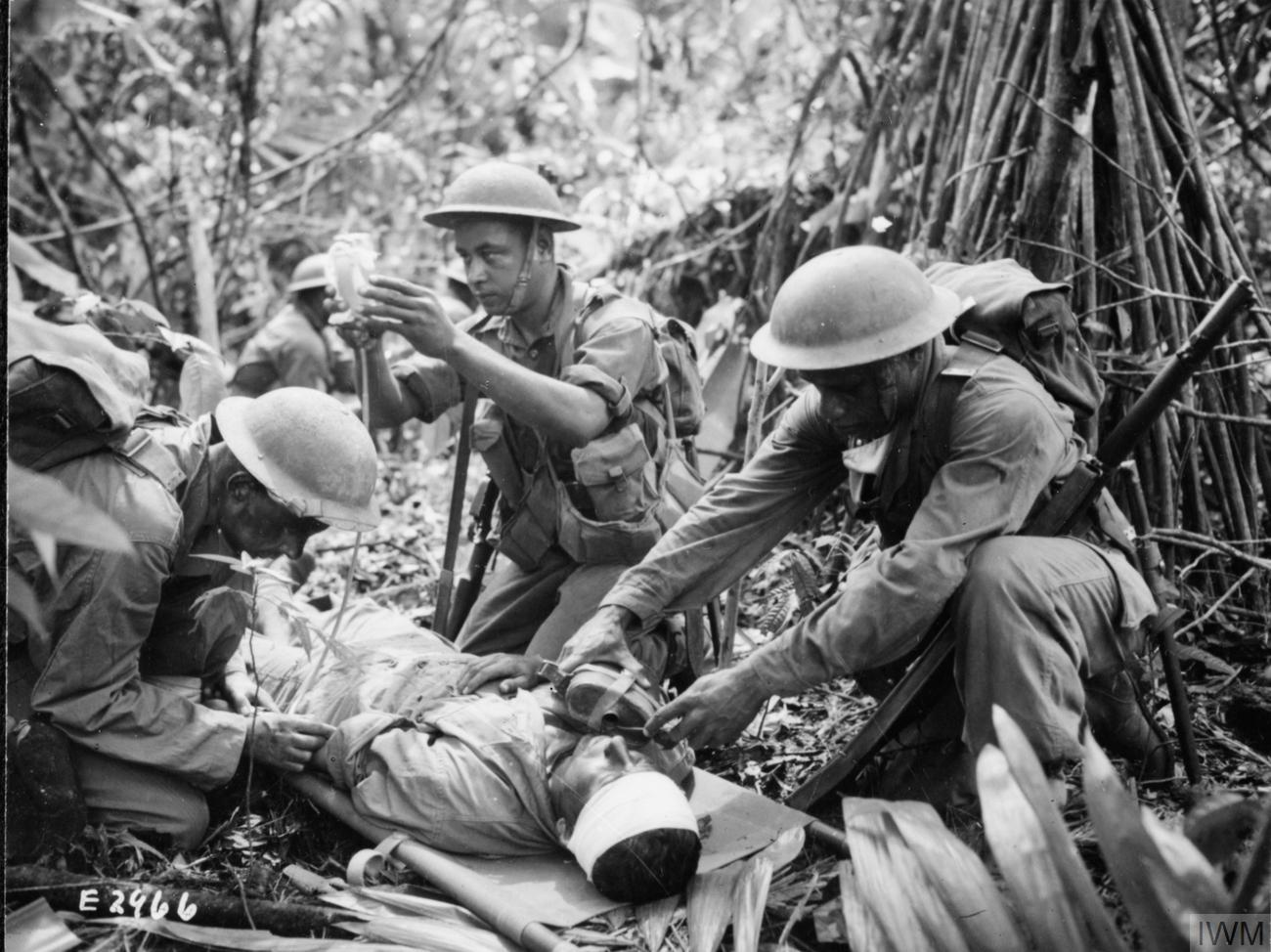
ブーゲンビル島で医療支援を行うフィジーの衛生兵

フィジー歩兵連隊の歴史は第二次世界大戦まで遡る。 それ以前、フィジー歩兵連隊はフィジー国防軍の一部として、小銃中隊を増設した領土大隊として編成されていた。 1940年5月、正規のライフル中隊が編成された。 最初の3人の新兵は、1940年10月にフィジー国防軍第1大隊に編入された。 第2大隊は開戦後に編成され、領土部隊となった。 第2大隊は当初、ニュージーランド軍のJ・E・ワークマン大佐の指揮の下、第二次世界大戦に従軍した。当時のこの部隊の主な目的は、スバ地域の燃料貯蔵庫や重要な政府庁舎などの脆弱な地点を守ることだった。

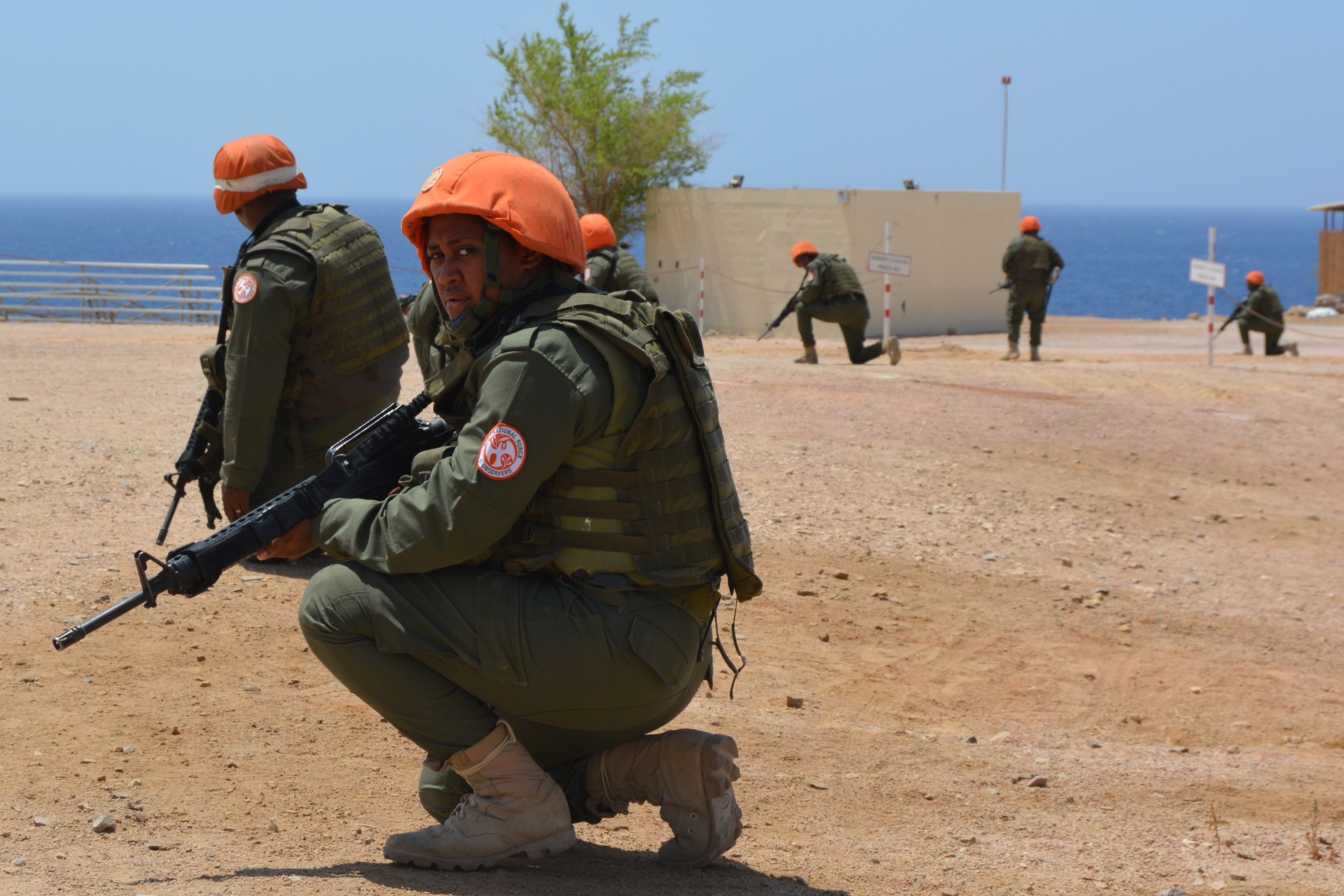
米軍と訓練中の隊員

アメリカの参戦に伴い、米国は日本軍に対する前線の訓練地と補給基地を求めた。フィジーは地理的にも兵站的にも最良の場所であった。 1942年6月、米第37師団は全体としてフィジー全土に作戦拠点を設置していた。 米軍の到着に伴い、ニュージーランド軍を解放し、フィジー防衛軍を米軍の管理下に置くことが決定された。権限の移行は6月30日に完了した。フィジー国防軍は戦争を通じて広範囲に使用され、ソロモン諸島の戦い後、1945年9月1日にフィジー国防軍の復員が発表された。
1952年1月から1953年7月までニュージーランド軍出身のロナルド・ティンカー中佐指揮の下、マレヤ危機で作戦に参加した。

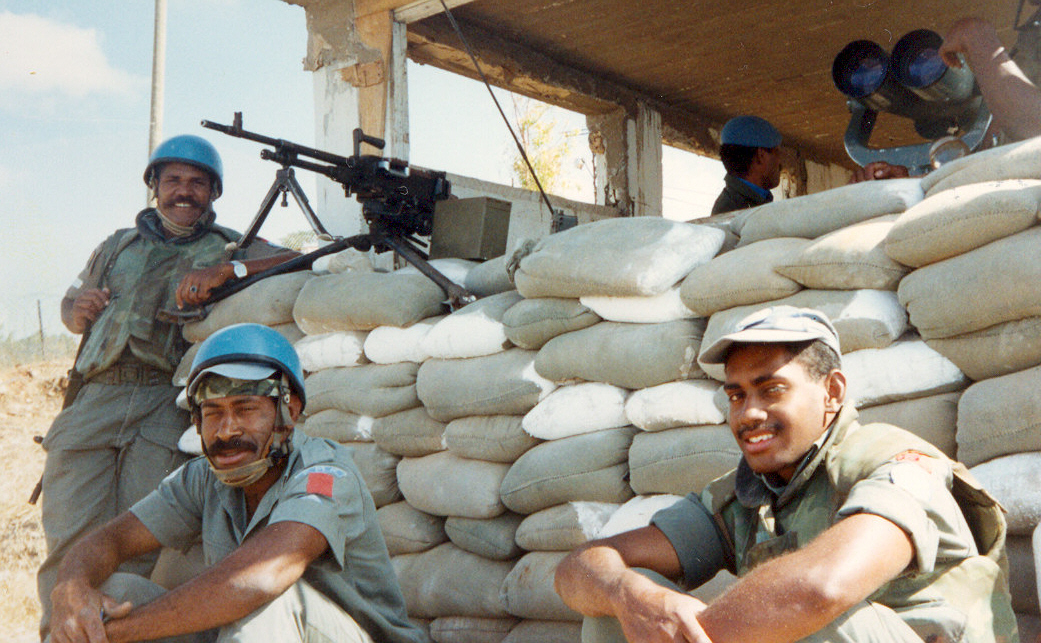
1989年、国際連合レバノン暫定駐留軍の一部として南レバノンに集結する隊員

後年のフィジー独立に伴い、第1大隊はフィジー独立政府の下で再度活動を開始した。 1978年、国連がレバノン暫定駐留軍（UNIFIL）の設立を決議すると、第1大隊はUNIFILに派遣された。 1981年、国連がシナイ半島に平和維持軍を派遣しないことを決定したことを受け、この地域の独立した多国籍平和維持軍として、多国籍軍監視団が設立された。 フィジーはこの部隊の一員として歩兵大隊を派遣し、第2大隊は領海部隊から正規部隊に編入された。 第2大隊はそれ以来、MFOとともにシナイで任務に就いている。第3大隊は1987年のクーデター後、フィジーの領土防衛を任務として主要な正規部隊として創設された。 第3大隊はまた、領土部隊の作戦指揮部隊としても機能し、第1大隊と第2大隊に訓練された兵力を提供している。 2014年8月27日、45人の国際連合兵力引き離し監視軍要員がアル＝ヌスラ戦線で捕らえられ、2014年9月11日に解放された。2017年3月、国際連合兵力引き離し監視軍参加部隊にブッシュマスター装甲車が配備された。

## フィジー海軍

フィジー共和国海軍旗

フィジー共和国海軍は、政府が海洋法に関する国際連合条約を批准した後、1982年に設立された。2024年時点で6隻の艦船を運用している。
フィジー共和国海軍はノーザンエアに捜索救助飛行を委託している。